# Alluaudomyia mcmillani
Alluaudomyia mcmillani är en tvåvingeart som beskrevs av Clastrier och Wirth 1961. Alluaudomyia mcmillani ingår i släktet Alluaudomyia och familjen svidknott.
Artens utbredningsområde är Nigeria. Inga underarter finns listade i Catalogue of Life.